# Dichochaete setosa
Dichochaete setosa är en svampart som först beskrevs av Olof Swartz, och fick sitt nu gällande namn av Parmasto 2001. Dichochaete setosa ingår i släktet Dichochaete och familjen Hymenochaetaceae.   Inga underarter finns listade i Catalogue of Life.